# Guillaume Briçonnet (1470–1534)
Guillaume Briçonnet (ur. w 1470 w Paryżu, zm. 24 stycznia 1534 w Esmans) – francuski biskup.

## Życiorys
Urodził się w 1470 roku w Paryżu, jako syn Guillaume’a starszego. Jego bratem był Denis. W 1489 roku został biskupem Lodève. Ludwik XII mianował go kapelanem królowej, a następnie wysłał go do Rzymu, jako specjalnego ambasadora, w celu usprawiedliwienia zachowania księcia wobec oskarżeń Maksymiliana I. W 1515 roku został przeniesiony go diecezji Meaux. Przez dwa lata pełnił również rolę ambasadora przy Leonie X. Odłam zakonu franciszkanów oskarżył go o herezję, jednak biskup został uniewinniony od tego zarzutu. Zmarł 24 stycznia 1534 roku w Esmans.